# نورمانی
نورمانی (به انگلیسی: Normani) با نام کامل نورمانی کوردی همیلتون (زاده ۳۱ می ۱۹۹۶) خواننده آمریکایی است.
او عضو گروه فیفت هارمونی بود.

## تلویزیون
| سال       | نام                    | نقش   | یادداشت                                    |
| --------- | ---------------------- | ----- | ------------------------------------------ |
| 2012–2013 | ایکس فاکتور            | خودش  | 22 episodes (2012) Guest: 1 episode (2013) |
| 2017      | رقص با ستارگان         | خودش  |                                            |
| 2018      | مسابقه لب خوانی        | خودش  | قسمت:فیفت هارمونی                          |
| 2019      | آوا (مجموعه تلویزیونی) | مشاور |                                            |